# 宝地村
宝地村（たからじむら）は、愛知県海西郡にかつてあった村である。
現在の弥富市の一部（旧・十四山村南部）と海部郡飛島村北西部などに該当する。

## 歴史
- 1875年（明治8年） - 桴場新田と鳥ヶ地前新田が合併し、桴場新田となる。
- 1876年（明治9年） - 八島前新田と重宝新田が合併し、重宝新田となる。
- 1889年（明治22年）10月1日 - 鳥ヶ地新田、神戸新田、桴場新田、大宝新田、八島新田、重宝新田が合併し、宝地村が発足。
- 1906年（明治39年）7月1日 - 分割され、重宝・大宝新田・八島新田は飛島村に編入、鳥ヶ地新田・桴場新田・神戸新田は十四山村に編入される。同日、宝地村は廃止。

## 出身著名人
- 大宝陣（大宝新田出身、貴族院多額納税者議員）